# سیبیرومایسین
سیبیرومایسین (انگلیسی: Sibiromycin) یک آنتی بیوتیک ضد تومور است که توسط باکتری Streptosporangium sibiricum تولید می شود. سیبیرومایسین یک پیرولوبنزودیازپین است.